# Arvin
Arvin es una ciudad que pertenece al condado de Kern, dentro del estado de California, la cual está ubicad a 24 kilómetros al suroeste de Bakersfield a una elevación de 137 metros. De acuerdo con el censo del 2010 su población era de 19.0304 habitantes a diferencia del censo del 2000 que solo era de 12.956. En el 2007 La agencia de protección ambiental (por sus siglas en inglés, EPA) catalogó la ciudad de Arvin como la ciudad con los niveles más altos de contaminación entre las comunidades de los Estados Unidos. El nivel elevado de ozono, componente principal de la contaminación, excedió los límites aceptables de la agencia ambiental, lo cual es un promedio de setenta y tres días por año entre el 2004 y 2006.

## Historia
La venta de terrenos, dentro de lo que hoy se conoce como Arvin, comenzó en 1906. La oficina de correos se estableció en 1914 y la comunidad se incorporó como ciudad en 1960. La ciudad recibió el nombre en honor a Arvin Richardson, quien fuera hijo de una de las primeras familias en establecerse provenientes de San Bernardino. En 1914, Birdie Heard solicitó propuestas adicionales en cuanto a la oficina de corres proponiendo que llevara el nombre de Bear Mountain, Walnut o Arvin. Los funcionarios en Washington D. C. seleccionaron a Arvin por ser el único nombre que no estaba siendo utilizado dentro del estado de California. Birdie fue la primera administradora de correos de la ciudad. Originalmente usó su recibidor para montar la oficina de correos que posteriormente fue remontada al almacén de la familia Staples. La tienda-oficina de correos también fue la primera biblioteca informal hasta que una sucursal oficial de biblioteca del condado de Kern se estableció en 1927. 
El panorama de la montaña del campo petrolífero que rodea gran parte de los alrededores del pueblo fue descubierto en 1933 y desarrollado intensamente durante la década de los años 1930. Pozos petroleros aun rodean el pueblo; algunos fueron perforados en inclinación para poder alcanzar las formaciones que están debajo de las áreas habitadas. 
El periódico, Arvin Tiller, comenzó sus publicaciones en 1939 y la preparatoria de Arvin fue construida en 1949. El 21 de julio de 1952 la ciudad casi es destruida a causa del temblor ocurrido en el condado de Kern de una magnitud de 7,3 grados. Siendo ocasionado por una ruptura del White Wolf Fault. El 20 de diciembre de 1977 la ciudad fue golpeada por una tormenta de polvo causándole más daño. 
El campo laboral migratorio que fuera inaugurado por la Administración de Seguridad Agraria en 1937 fue el primero en operar federalmente. Siendo uno de los muchos programas establecidos por la presidencia de Franklin D. Roosevelt como ayuda a la gran depresión. Este campo agrícola construido por la administración de reasentamiento fue considerado un ejemplo.

## Demografía
Según la Oficina del Censo en 2000 los ingresos medios por hogar en la localidad eran de $23,674, y los ingresos medios por familia eran $24,816. Los hombres tenían unos ingresos medios de $20,506 frente a los $17,684 para las mujeres. La renta per cápita para la localidad era de $7,408. Alrededor del 32.6% de la población estaban por debajo del umbral de pobreza.